# Pricetrema zolophi
Pricetrema zolophi är en plattmaskart. Pricetrema zolophi ingår i släktet Pricetrema och familjen Heterophyidae. Inga underarter finns listade i Catalogue of Life.